# 亨利四世 (法兰西)
亨利四世（法語：Henri IV，1553年12月13日—1610年5月14日），原名波旁的亨利（法語：Henri de Bourbon），1572年成為下纳瓦拉国王称亨利三世（法語：Henri III）、富瓦伯爵稱亨利二世，在1589年成為法国国王称亨利四世，是卡佩王朝的分支波旁王朝的第一位法國國王。亨利四世原为新教胡格诺派信徒，为了继承法国王位，改信天主教。1610年，他在巴黎被狂熱的天主教徒刺殺，其子路易十三即位。

## 早年

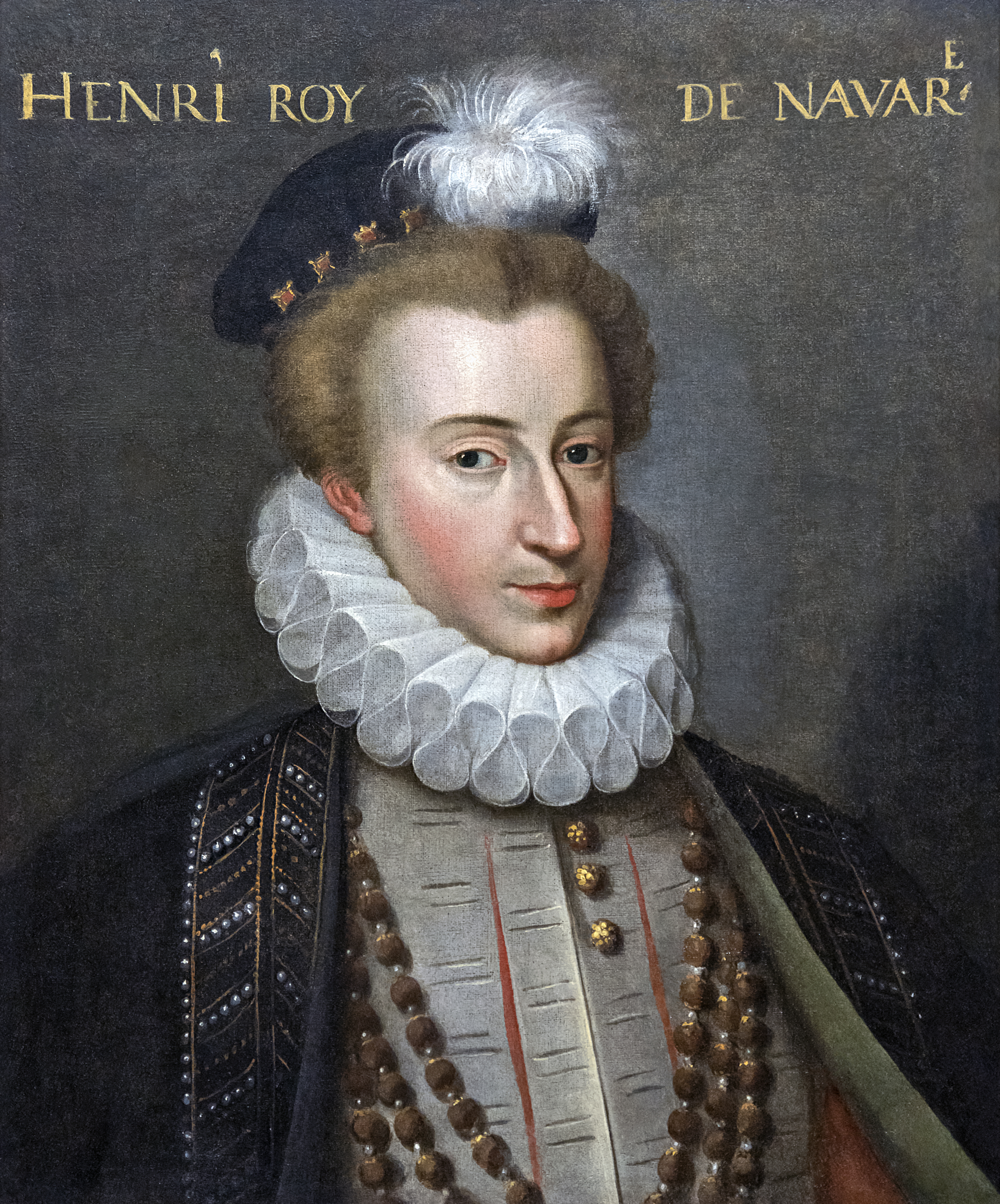
1575年，亨利23歲的畫像

1553年12月13日，亨利出生于波城的城堡之中，在柯拉孜的城堡中成长，母亲为纳瓦拉女王胡安娜三世；父亲为波旁家族纳瓦拉配国王安托万·德·波旁，兩人都是卡佩王朝的路易九世的后代。根据《撒利克法典》，他们的结合使儿子亨利具有了法兰西王位第三顺序继承人的资格。
传说亨利是用大蒜蒜瓣和朱朗松葡萄酒施的洗礼，摇篮则是乌龟的壳，據說這可以賜予孩子一種剛強的性格。在祖父阿尔布雷的亨利的意愿下，儿时的亨利得以与当地农民的孩子一起在乡间玩耍，衣食方面都跟鄉間兒童一樣樸素；因為他們培養亨利作為一個戰士，而非作為國王。他的母亲，胡安娜三世·阿尔伯特，一个坚定的新教胡格諾派信徒，以宗教改革的清规教律严格教养儿子，當時法國的胡格諾派即克爾文主義的教派，曾在1560年3月發起奪權失敗的昂布瓦斯陰謀，激化了新舊教對立。
1560年底法王查理九世登基之时，他父亲安托万·德·波旁带他去了巴黎。在法国宫廷中，他接触到王室中与他年龄相仿的王子们。1562年法國宗教戰爭開打之後，新教的波旁家族捲入了三十多年的內戰當中。亨利很早就開始了戰鬥生涯，歷經艱難困苦，這一切注定使他成為國王。

## 第一次結婚（1572年）
1572年，亨利的母親去世，他繼承成為納瓦拉的亨利國王。表面上为了减轻新教徒和天主教徒的敌意（其代表分别为波旁家族和吉斯家族），法國王太后凯瑟琳·德·美第奇安排波旁家族的代表─納瓦拉的亨利國王（基督新教胡格諾派的领袖之一）和她的女儿玛格丽特结婚。婚礼给予了将胡格諾派最重要的人聚集在一个地方的机会。凯瑟琳计划屠杀为婚礼而聚集在城中的胡格諾派信徒，因此發生了聖巴托羅繆大屠殺，參與婚禮的三千個信徒全被殺死，只有新郎亨利因新妻瑪格麗特之求情，以及凱瑟琳太后的保護與授意下，宣稱改宗天主教，而在軟禁中逃過一劫。凱瑟琳保護亨利的原因，是特意讓波旁家族的勢力保存下來，避免讓吉斯家族趁機坐大，失去平衡的力量。
亨利婚後一直被被軟禁在巴黎的宮廷中，個性不合及雙雙風流成性的夫妻二人，讓亨利的婚姻不可能美滿幸福。雖然妻子瑪格麗特美艷無雙，號稱全法國最漂亮的女人，但夫妻倆先後外遇，亨利有了一個情婦後很快病倒在床，瑪格麗特堅信丈夫是因為與情婦夜夜笙歌、旦旦而伐、荒淫過度而活該受罪，但她仍然細心照料丈夫，直至痊癒。但不久兩人又因猜忌而疏遠，從此夫妻生活就如瑪格麗特所說：「我們夫妻既不同床，也不再互相交談」。
1576年初，亨利趁著宮廷狩獵的良機，策馬狂奔而逃出了王室衛兵的監控，並喬裝打扮地回到了納瓦拉及胡格諾派的根據地。他回來之後，立刻宣布放棄天主教，而恢復為胡格諾派教徒，正式成為胡格諾派的最高領袖。亨利出逃後，與妻子更加疏遠，即使兩人仍有斷斷續續六年的相聚時刻，但各自有公開的情人，而且見面時經常吵架，讓兩人的婚姻注定不會有子女。

## 法国国王（1589年8月2日-1610年5月14日）

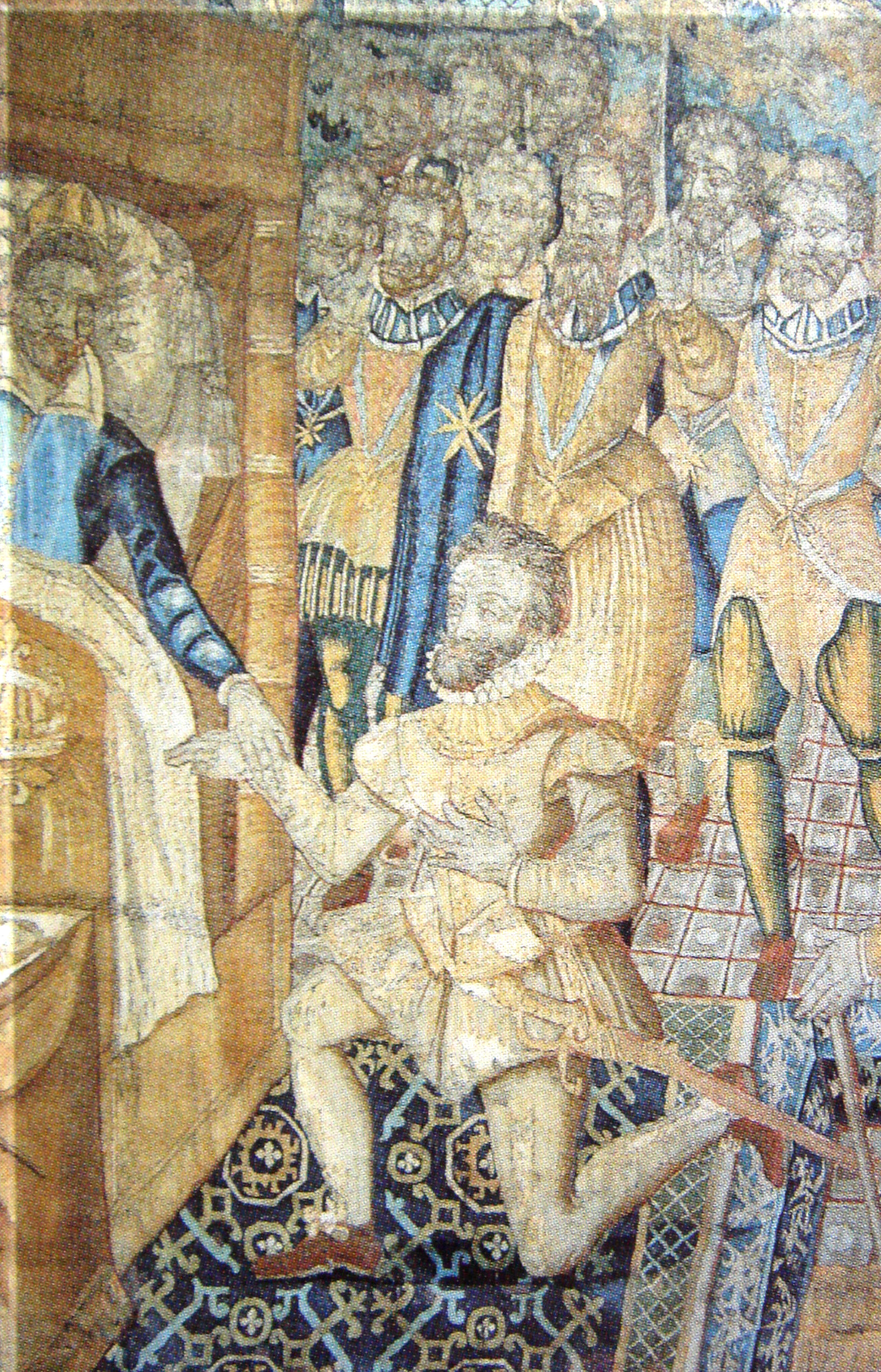
1589年法王亨利三世臨終前指定納瓦爾的亨利為法國新王。

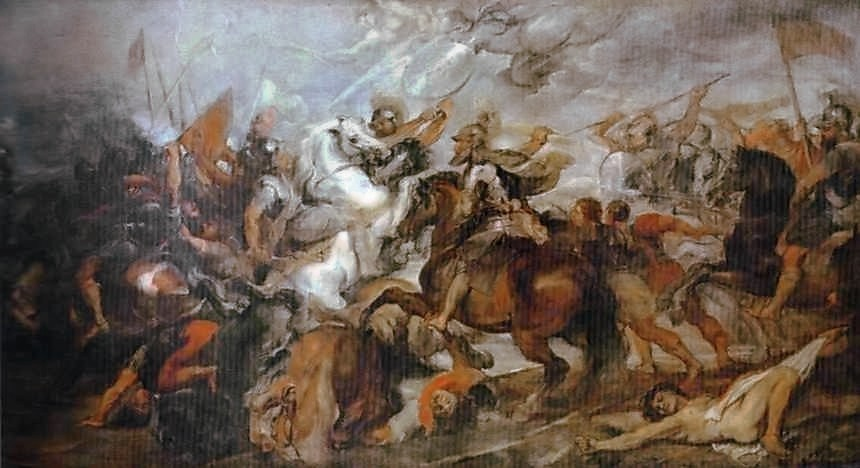
鲁本斯的画作：《伊夫里之战中的亨利四世》。1590年的伊夫里之战是法国宗教战争中的一个重要战役；此役的胜利替新教徒亨利四世確立了王位，波旁王朝随即开始。

### 即位法国国王（1589年8月2日）

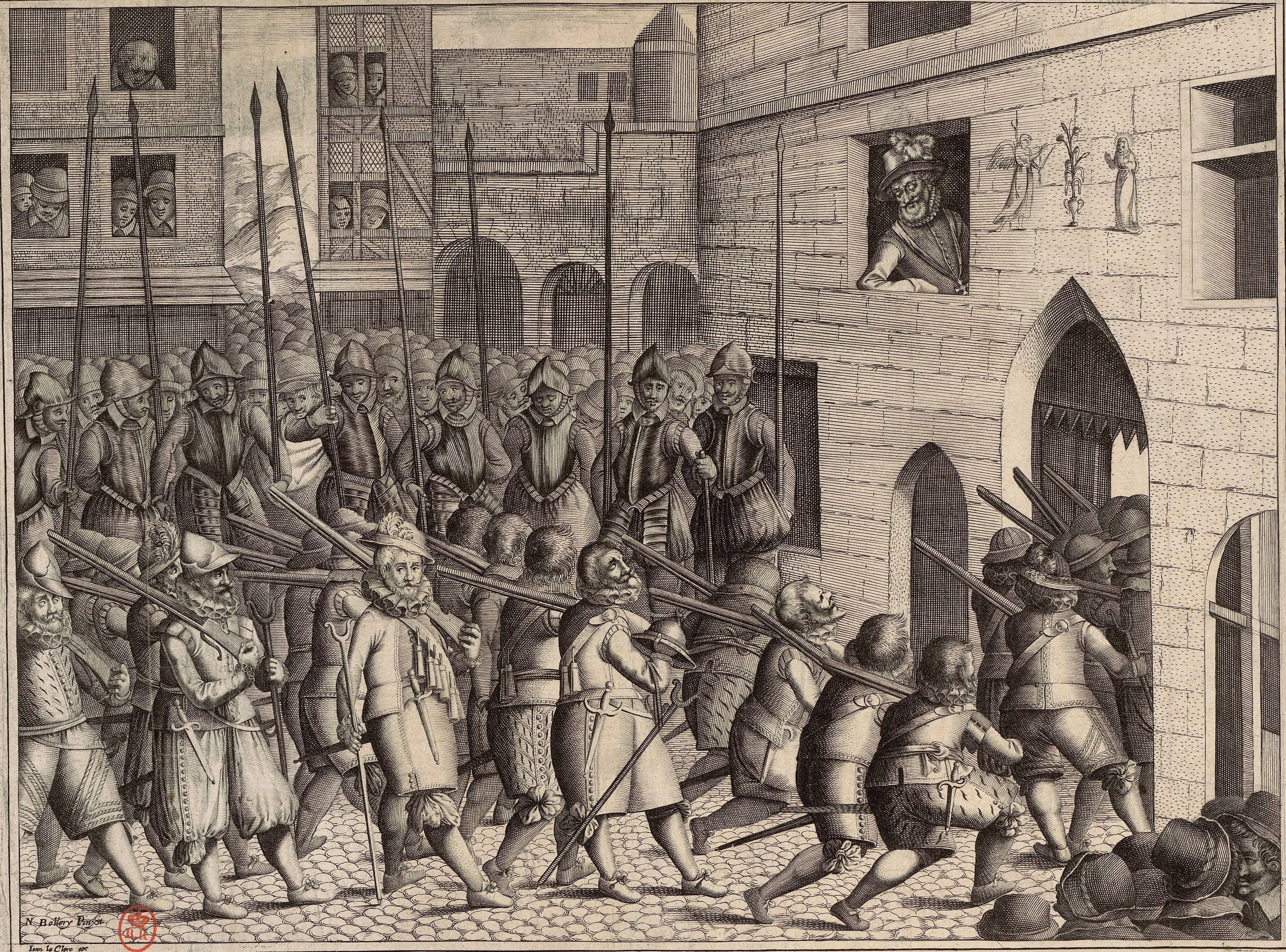
1594年3月22日，遭受敵視而從巴黎撤出的西班牙陸軍

1584年，法国亨利三世的继承人安茹公爵（阿朗松公爵）弗朗索病死，于是亨利成为法国王位的第一继承人；1589年亨利三世遇刺身亡，亨利四世即位为法国国王，但面臨馬耶那公爵帶領的天主教聯軍反對。
亨利生活的世纪正是法国宗教战争流血纷争的时代，数十年的相互仇杀使得道德坠落，整个社会都被复仇的心理所荼毒。政治上贵族们习惯于耍弄阴谋诡计，许多贵族甚至与外国君主串通反对自己的国王。1593年，在經歷一系列和天主教之吉斯家族與西班牙聯軍的激烈戰鬥後（如阿克戰役和伊夫里戰役），亨利改信天主教，聲稱「巴黎值得一場彌撒」（Paris vaut bien une messe），這也成為他的名言。改宗後他日益獲得巴黎市民在內的天主教徒效忠，連天主教聯盟的主帥──馬耶那公爵也在1595年降服，其勃艮地總督之位由保王黨的比隆公爵接替，削去地方割據的最大隱患。
1598年3月，連抵抗至最後的神聖聯盟貴族──布列塔尼總督梅爾克爾公爵也在大軍進攻前向亨利投降。國王本來想對公爵鐵腕懲處，但公爵將女兒許配給國王的私生子旺多姆公爵，成功取悅亨利而寬縱了公爵，因為公爵之女是法國最富有的女繼承人。

### 頒布南特詔令（1598年4月13日）
1598年，隨著西班牙王费利佩二世的過世，歷經三十多年的胡格諾戰爭正式結束；1598年4月13日，亨利四世簽署頒布南特詔令，給予胡格諾派信仰自由與武裝特權。这是第一部承认新教徒信仰自由的敕令。亨利採用的和解寬容方針，將新舊教的仇恨逐漸化解，也為國家帶來和平與安定，如同他所說的：「他要原諒和遺忘」（Forgive and Forget）。但是部分激進的胡格諾派信徒，疏遠了改宗的國王，其中包括亨利原來的至交兼首席軍師──莫爾奈的菲力浦。
1590年代末，法國經過三十多年內戰的破壞，已是國庫空虛、經濟凋敝不堪的衰敗局面，地方的貴族乘內戰之機，自徵捐稅、擴建私軍而成自治集團，把國家社會搞得混亂不堪。国内到处都是復員的军人横行于乡间，互相決鬥，抢劫、謀殺等暴力事件此起彼伏。如同1596年亨利在魯昂演講時提到的：「交到我手中的法蘭西已近乎毀滅，對法國人而言，法蘭西可說已不復存在。」
從1598年開始，因為能幹且具商業頭腦的敘利公爵之輔佐（以財政大臣任實質首相），亨利著手重建經濟、財政與秩序，整頓稅收、重修各地公路、疏濬河川、獎勵絲織麻織等工業；他還以政府貼補等辦法，獎勵商品外銷及造船工業等。亨利名言是：「我希望每個法國家庭在每個星期天都能吃上一隻雞」。

### 離婚（1599）與再婚（1600年）
1599年，亨利與第一任妻子離婚，兩人無子嗣。第二年，與第二任妻子瑪麗·德·美第奇於1600年結婚，瑪麗替亨利生下三子三女。

### 開拓加拿大（1601年開始）
他又派遣具有軍事才幹和探險精神的尚普蘭開發加拿大，以魁北克為中心創立了法屬殖民地──新法蘭西，奠定法國海外殖民發展的基礎。

### 晚年施政

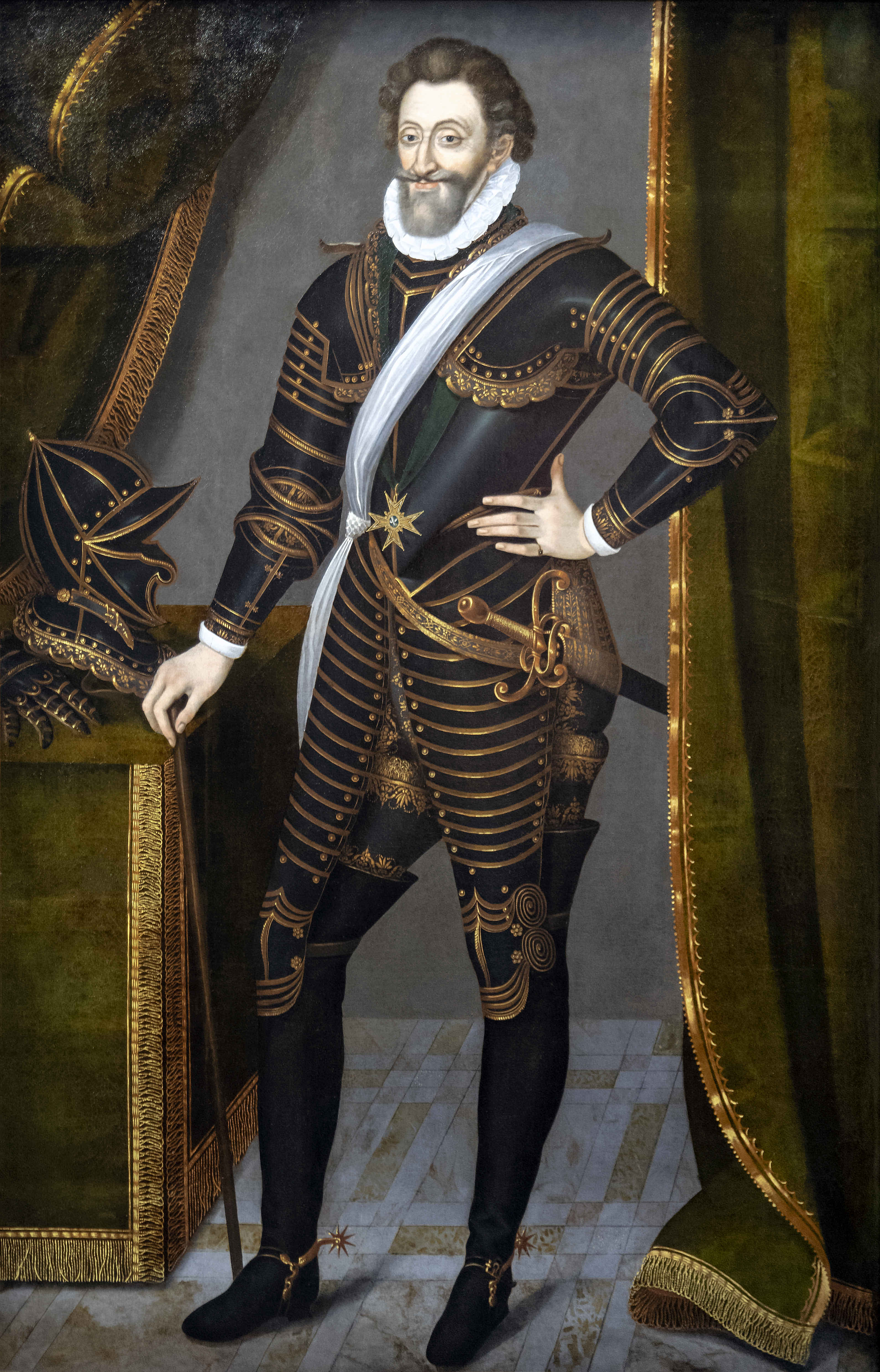
Henry IV, Musée des Augustins

亨利利用人民殷切望治的廣泛心理，以勸說、頒賜恩俸年金等方法，迫使各地貴族放棄稅收、治安警衛的地方特權，重建強大的中央王權（但許多自治集團仍未瓦解）。勤政愛民的亨利，更時常巡視各地，親訪民間疾苦，興利除弊，結果讓法国的经济脫離衰敗而繁榮发展，巨額國債償還了三分之一，且國庫有許多盈餘。
當1609年藉由他的仲裁，荷蘭與西班牙成功簽訂12年的停戰協定時，亨利已重建了法國的國際地位，但他更試圖推行一項頗受人民反對的國策──出兵挑戰當時歐洲最強的西班牙帝國，與其一較高下，而導火線為德意志諸侯于利希-克莱沃的繼承問題。
亨利之所以推出反西班牙的出兵計畫，導因於德意志王公們的新舊教對立已臻一觸即發的地步：1608年新教諸侯在興盛的普法茲選侯腓特烈四世之領導下，成立了聲勢壯大的新教聯盟；而舊教陣營也在巴伐利亞選侯馬克西米連一世的倡導下，在1609年成立舊教聯盟。兩大陣營成立之後，頗有勢均力敵之勢，形成一種「恐怖平衡」，但1609-1614年的于利希-克莱沃領土繼承問題，成為引爆衝突的燃點。
當舊教的于利希-克莱沃公爵約翰‧威廉於1609年去世時，因其領土緊鄰荷蘭，對哈布斯堡王室具有重要的戰略地位，而公爵死而無嗣，有合法繼承權者含括新舊教者甚多，因此西班牙國王為免尤立西等領土落入新教諸侯手中，迅速從西屬尼德蘭派軍強佔此地。
亨利四世此時要求西班牙軍撤出該公國，並在1610年初與新教聯盟聯合反制哈布斯堡王室（後來更獲得新教之英國與荷蘭的支持），四月底前已集結五萬法軍，法西大戰一觸即發，但此時法國內的多數天主教徒卻私下懷疑國王開戰的動機，認為國王專門聯合新教國家打擊舊教領袖西班牙，有背叛舊教的巨大嫌疑而反對出兵；許多地方抗繳新開徵的戰爭稅來抵制爭議性的出兵，許多人批評國王以私害公及混亂的私生活，其聲望急速下滑。

## 逝世

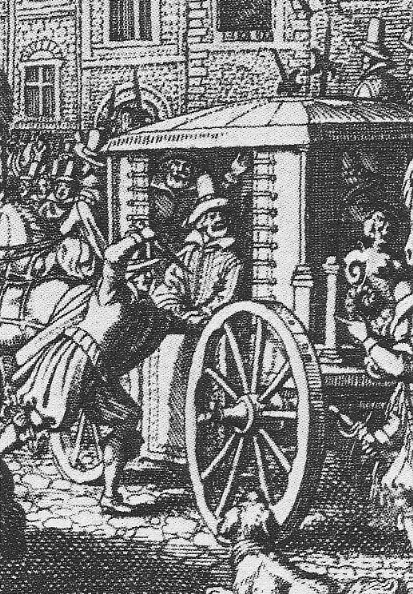
1610年5月13日，亨利四世遭刺殺，傷重而亡

1610年5月13日，亨利四世于巴黎遇刺，第二天身亡。凶手是一名狂热的天主教徒，名为弗朗索瓦·拉瓦亚克，他反對國王挑起對西班牙的戰爭，因為西班牙身為天主教的領頭勢力，在天主教世界擁有崇高的威望，這名教徒為了阻止法西之戰，毅然刺殺了曾為「異端」胡格諾派的亨利四世。
亨利因為優異的治績、充沛的熱情與勇武的魅力，死時廣受人民的感嘆、爱戴。不论新教、舊教信徒，都为国王的意外去世而哀悼，在法国人看来亨利为国家与人民所做的远非他的过错能比。人民不会忘记他登基之时法国的贫穷，宗教残杀，社会混乱，官吏无能，政府腐败。在他的整顿之下，法国已经秩序井然，气象一新，如今国家安定而繁荣，足以参加大國间的争锋了。人们忘掉他死前爭議性的戰略，欣然忆起亨利朴实的作风，仁慈的天性，战场上的豪迈乐观，生活中的幽默热情，他是法国历史上最有人情味的君主，人民因此稱他為「好國王亨利」（或翻成「賢明王亨利」）。
亨利四世的遺體於1793年法國大革命時期遭革命份子盜取，頭顱透過數次競標而輾轉多人之手，但當時並沒有人知道那是亨利四世，2010年經由法國法醫學界鑑定後正式公佈此頭顱是亨利四世本人。

## 性格作風
亨利四世是个极具性格与魅力的人物。他犹如希腊神话中的宙斯一般，威严、勇敢、仁慈、有点狡诈，还同样好色。他生活简朴，但在女人身上挥霍无度。他拥有众多情妇，一生追逐女人至死不渝，以至于后来有人讽刺国王追逐女人的本事大过追逐敌人。只要是美女，亨利四世不论对方是千金小姐、高级妓女还是名媛夫人都一定要追逐到手。为了女人国王可谓无所不用其极，写情书、送信物、金钱诱惑，偷入闺房这些都是国王的拿手好戏。
亨利也常喜欢耍弄小聪明，他嗜赌如命，在牌桌上更是個擅出老千的高手，以至于后来没人愿意与国王打牌，不过国王从来不会让牌友输光，他总会事后归还一些不义之财。
亨利四世被認為是當代最随和的君主之一。他不喜欢展示君威，他雖喜欢别人奉承自己，但同时也乐于倾听别人对自己的批评。财政大臣敘利公爵严厉的批评，曾经数次让国王当众下不了台，但是敘利公爵从来没有失去国王的重用与信任。亨利非但喜欢听笑话，也允许他人消遣自己，国王甚至曾微服私访，去观看市井百姓讽刺自己的戏剧，结果国王自己的笑声震惊四座。
亨利另一項受人稱道的特質，就是其仁慈性格。对于别人的过错他总是易于宽恕，对于反抗自己的人，他也几乎从不报复。他能轻易的宽恕与自己有着血海深仇的吉斯家族，也能够宽恕曾经反抗并阻挡自己达5年之久巴黎市民。有些新教大臣曾经抱怨国王对于反抗者过于仁慈，有失威仪。亨利却用诙谐的语气回答：「如果那些曾经反对我稱王的，都要绞刑的话，砍尽全法国的木頭，也不夠做绞刑架。」

## 評價
當率領新教軍的亨利四世於1580年代末與法國天主教聯盟（由吉斯家族的馬耶那公爵夏爾領軍）奮戰之時，當時與亨利立場敵對的羅馬教宗西斯都五世（1585-1590年在位）就對亨利的軍事才幹與好色如命作出諷刺性評價，他預言好色的亨利將勝過嗜吃肥胖的馬耶那公爵，因為「亨利在床上浪費的時間，都比馬耶那浪費在餐桌上的時間要少」。
18世紀的啟蒙哲學家伏爾泰，極力讚美亨利四世的宗教寬容政策，伏爾泰評價說：「如果亨利四世只是他那时代最勇敢、最宽厚、最正直、最诚恳的君主，那么他的王国就已经灭亡了。法兰西需要有一个能战能和、能了解和医治国家的创伤、管理大小事务、改革一切、建设一切的君主，而亨利四世身上就具备这一切。贤王查理五世的治理才能、人民王路易十二的善良、以及骑士王弗朗索瓦一世的勇敢率直，他兼而有之。」
亨利四世駕崩不久，歐洲人就開始稱他為「亨利大帝」。1789年後的法國大革命時期，人民責難專制的波旁王朝，咒罵從路易十三以後的歷任法國國王，只有亨利四世仍高居人民心中，他崇高的評價歷久不衰。

## 家庭
- 妻子：

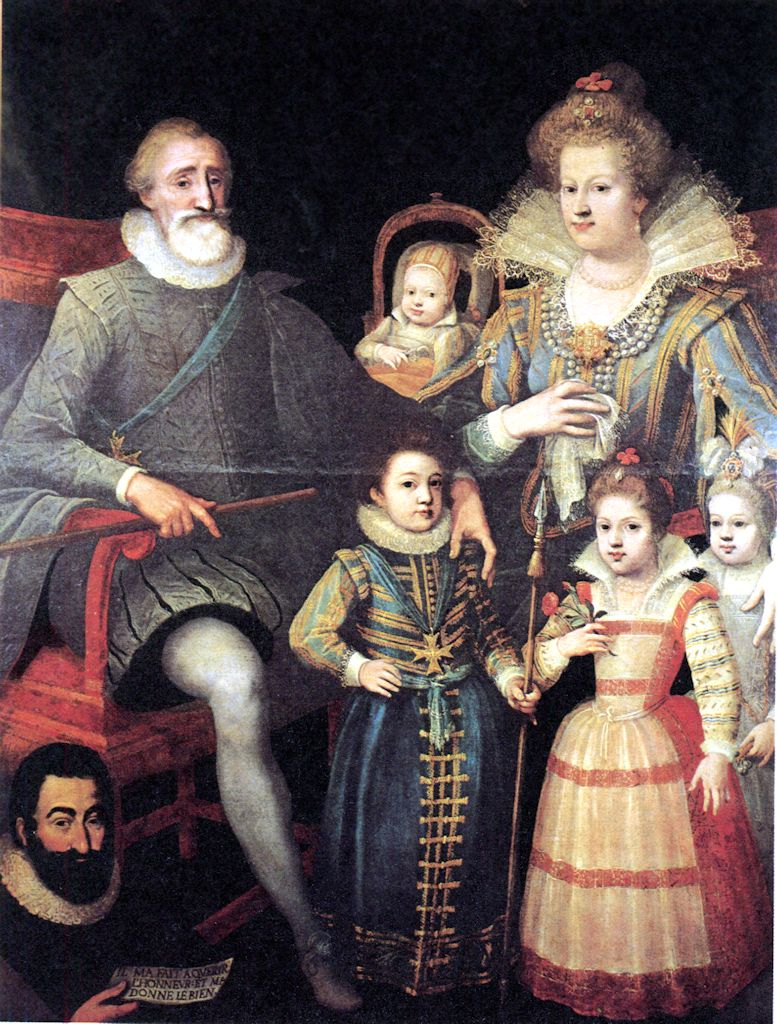
亨利四世之家族，右側為次任妻子瑪麗

  1. 第一任妻子：瓦卢瓦的玛格丽特，1572年结婚、無子嗣，1599年离婚。
  2. 第二任妻子：玛丽·德·美第奇，1600年结婚，替亨利生下三子三女。
- 子女：
  1. 路易十三（1601年9月27日－1643年5月14日），1615年娶奥地利的安妮，终年41岁。
  2. 伊莉莎白（1602年11月22日－1644年10月6日），1615年嫁西班牙國王費利佩四世，终年41岁。
  3. 克莉絲汀（1606年2月12日－1663年12月27日），1619年嫁萨伏依公爵维托里奥·阿梅迪奥一世，终年57岁。
  4. 尼古拉·亨利（奥尔良公爵，1607年4月16日－1611年11月17日），4岁夭折。
  5. 加斯东（1608年4月25日－1660年2月2日），1626年娶蒙庞西耶女公爵玛丽·德·波旁（1605年－1627年），1632年娶洛林公国的玛格列女公爵，终年51岁。
  6. 亨莉雅妲·玛利亚（1609年11月25日－1669年9月10日），1625年嫁查理一世，终年59岁。

### 引用
1. ↑  Philip Lee Ralph, Robert E. Lerner, Standish Meacham, Edward McNall Burns <世界文明史前篇> P573
2. ↑  周惠民，《德國史》，頁64-65
3. 1 2  吳圳義，《法國史》，頁181
4. ↑  . 中廣新聞網 (中廣新聞網). 2010-10-12  [2011-01-08]. （原始内容存档于2010-12-19）.
5. 1 2 3 4  （美）威爾·杜蘭著、幼獅文化公司譯，《世界文明史‧第七卷‧理性開始時代》，頁283-285。
6. ↑  （美）威爾·杜蘭著、幼獅文化公司譯，《世界文明史‧第七卷‧理性開始時代》，頁187。
7. ↑  （美）威爾·杜蘭著、幼獅文化公司譯，《世界文明史‧第七卷‧理性開始時代》，頁287。

## 延伸阅读
- Baird, Henry M. . New York: Charles Scribner's Sons. 1886. Vol. 2 (copies  （页面存档备份，存于） 1 &  （页面存档备份，存于） 2) at Google Books.
- Baumgartner, Frederic J. . London: Macmillan. 1995. ISBN 978-0-333-62088-5.
- de La Croix, Rene; de Castries, Duc. . New York: Alfred A. Knopf. 1979. ISBN 978-0-394-50734-7.
- Dupuy, Trevor N.; Johnson, Curt & Bongard, David L. . Castle Books. 1995. ISBN 978-0-7858-0437-6.
- Holt, Mack P. . Cambridge: Cambridge University Press. 2005. ISBN 978-0-521-83872-6.
- Knecht, R.J. . London; New York: Longman. 1998. ISBN 978-0-582-08241-0.
- ———. . Oxford: Osprey. 2002. ISBN 978-1-84176-395-8.
- ———. . Oxford: Blackwell. 2001. ISBN 978-0-631-22729-8.
- Merlin, Paolo. . Susa: Segusium (association). 2010.
- Moote, A. Lloyd. . Berkeley: University of California Press. 1991. ISBN 978-0-520-07546-7.
- Urzainqui, Tomas; Esarte, Pello; García Manzanal, Alberto; Sagredo, Iñaki; Sagredo, Iñaki; Del Castillo, Eneko; Monjo, Emilio; Ruiz de Pablos, Francisco; Guerra Viscarret, Pello; Lartiga, Halip; Lavin, Josu; Ercilla, Manuel. . Pamplona-Iruña: Pamiela. 2013. ISBN 978-84-7681-803-9.